# 自由社会主义
自由社会主义（英語：Liberal socialism）是英国哲学家约翰·斯图尔特·密尔提出的一种融合了自由主义原则和社会主义经济体系的政治哲学。
自由社会主义与左翼自由意志主义的理念相近或重叠，其并没有完全废除资本主义并用社会主义取代的目标，但它支持以市场社会主义为基础的混合经济，包括私有财产和资本的社会所有制。自由社会主义者通常不支持中央集权或国家形式的社会主义，而是支持通过个体工人合作社的市场社会主义来实现财产集体化。这种形式的工人社区合作社可以被视为是自由主义的表现：每个人都可以根据自己的自由意愿加入，但如果不利于自己的自我发展，个人也可以随时离开。自由社会主义者认为集体财产的引入消除了对工人和雇主的依赖，从而给工人带来了真正的自由。
自由社会主义者认为自由和平等是相互兼容和相互依赖的，并把资本主义产生的物质不平等视为日益缺乏自由的主要原因之一。自由社会主义者也通常支持自由市场，并认为市场垄断是资本主义的必然结果，而只有通过市场社会主义才能达到真正的自由市场。